# 아람누리도서관
아람누리도서관은 경기도 고양시 일산동구 소재의 시립 도서관이다.

## 연혁
- 2007년 6월 22일 개관.

## 시설현황
- 3층: 디지털자료실,시설관리과사무실,도서관센터소장실
- 2층: 종합자료실, 운영과 사무실, 회의실
- 1층: 어린이자료실, 장애인자료실, 정기간행물실
- 지하 1층: 외국자료실,보존서고,전시코너,쉼터,카페테리아

## 이용 안내
이용 시간
- 열람실: 하절기(3월~10월) 07:00 ~ 23:00 / 동절기(11월~2월) 08:00 ~ 23:00
- 종합자료실: 월~금 09:00 ~ 22:00 / 토~일 09:00 ~ 18:00
- 어린이자료실: 매일 09:00 ~ 18:00
- 연속간행물실(정기간행물실): 매일 09:00 ~ 18:00
- 디지털자료실(정보검색실): 월~금 09:00 ~ 22:00 / 토~일 09:00 ~ 18:00
- 외국자료실(아람누리도서관): 09:00 ~ 18:00

휴관일
- 매월 첫번째, 세번째 월요일